# كارول ميلر
كارول ميلر (بالإسبانية: Carol Miller)‏ هي نحّاتة وصحفية مكسيكية، ولدت في 1933.